# Кілен-бухта
Кілен-бухта (крим. Killen körfezi) — бухта в Севастополі, впадає у Велику Севастопольську бухту. Бухту продовжує Кілен-балка.
За однією з версій в бухті в 15 сторіччі розташовувався порт князівства Феодоро Авліта. За іншою версією цей порт знаходився у місці впадання Чорної річки до Севастопольської бухти, ближче до фортеці Каламіта.
Саме в цій бухті стояли перші російські кораблі, ще до заснування Севастополя. В листопаді 1782 сюди увійшли кораблі «Обережний» та «Хоробрий», які провели тут всю зиму.
Свою назву бухта отримала від способу чищення дна кораблів, який практикували тут в перші роки Севастополя. Кораблі кілевали, тобто схиляли набік так, щоби дно вийшло з води на сушу. А потім очищали від мулу, водоростей та мушель.
У 1836—1850 береги бухти упорядкували за проектом інженера Власова.

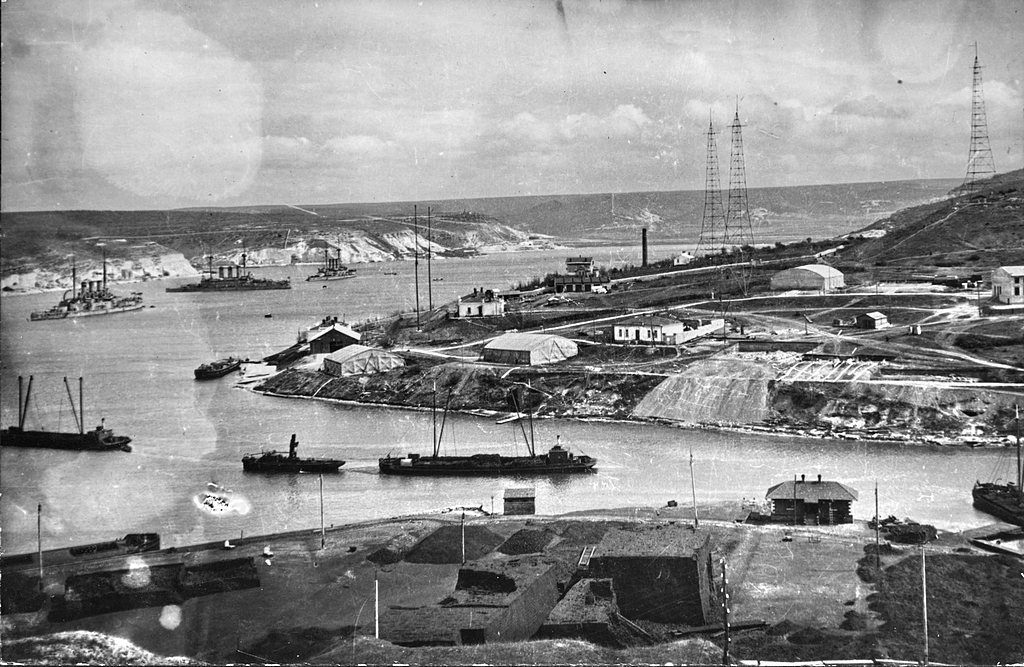
Щогли радіостанції заввишки 65 м на березі бухти. Початок 20 ст.

На самому початку XX століття на берегах бухти вченим Олександром Поповим відкрита школа радистів. А 1910 року тут створена радіостанція «Севастополь» потужністю 25 кВт. Радіостанція була облаштована чотирма залізними щоглами висотою 65 метрів. Сигнал з неї доходив до Парижа, Бізерти, Ліона, Бухареста, Каїра.
Після Другої світової війни на березі Кілен-бухти збудували 13-й судноремонтний завод, який діє і сьогодні.
                                                                                                                                                                                                        